# Жетікубир
Жетікуби́р (каз. Жетикубыр) — село у складі Жетисайського району Туркестанської області Казахстану. Входить до складу сільського округу Жолдасбая Єралієва.
До 2011 року село називалось Жамбил, у радянські часи — отділення № 1 участок № 1 совхоза імені 30-ліття Октября.
Населення — 101 особа (2021; 88 у 2009, 134 у 1999, 94 у 1989).